# Maria Osterwa-Czekaj
Maria Tadea Dorota Osterwa-Czekaj (ur. 26 października 1942 w Krakowie, zm. 12 sierpnia 2024 tamże) – dziennikarka, działaczka społeczna.
Urodziła się w Krakowie jako córka Juliusza Osterwy i Matyldy z książąt Sapiehów (1906-1983). Jest wnuczką księcia Pawła Jana Sapiehy, rodzonego brata kard. Adama Sapiehy, oraz Matyldy Windisch-Graetz (1873-1968).
Ukończyła podstawową szkołę muzyczną w Krakowie (wiolonczela) oraz Liceum Sióstr Niepokalanek w Szymanowie. Przez dwa lata studiowała architekturę na Politechnice Krakowskiej, następnie studiowała na Wydziale Form Przemysłowych Akademii Sztuk Pięknych im. Jana Matejki w Krakowie. Do 1981 r. była asystentką prof. Andrzeja Pawłowskiego na krakowskiej ASP.
W latach 80. współpracowała z Tajną Komisją Robotniczą Hutników (Solidarność) oraz z tzw. Bunkrem w kościele w Mistrzejowicach (pomagała przy wydawaniu druków i wydawnictw podziemnych, organizowała przyjazdy do Krakowa dziennikarzy i zagranicznych gości z darami). W 1989 r. zajęła się organizowaniem propagandowej strony kampanii wyborczej Komitetu Obywatelskiego do parlamentu, a w 1990 r. kampanii KO w wyborach samorządowych. W latach 1990–1991 była dyrektorem biura kongresowego w magistracie.
Do 2000 r. była dziennikarką w Telewizji Kraków. Pełniła funkcję Zastępcy Prezesa Zarządu Fundacji Książąt Czartoryskich. Odwołana z tej funkcji 13 lipca 2011 przez księcia Adama Karola Czartoryskiego, fundatora i prezydenta Rady Fundacji Książąt Czartoryskich.
16 września 1966 r. w Krakowie wyszła za mąż za architekta Jacka Bronisława Czekaja (ur. 1 lipca 1942, zm. 4 października 2008). Z tego małżeństwa urodziło się dwoje dzieci: Jakub Krzysztof (ur. 4 czerwca 1968, żonaty z Dorotą Marią Śpiewlą) oraz Matylda Maria (ur. 5 czerwca 1972 r.).